# Камкино (Нижегородская область)

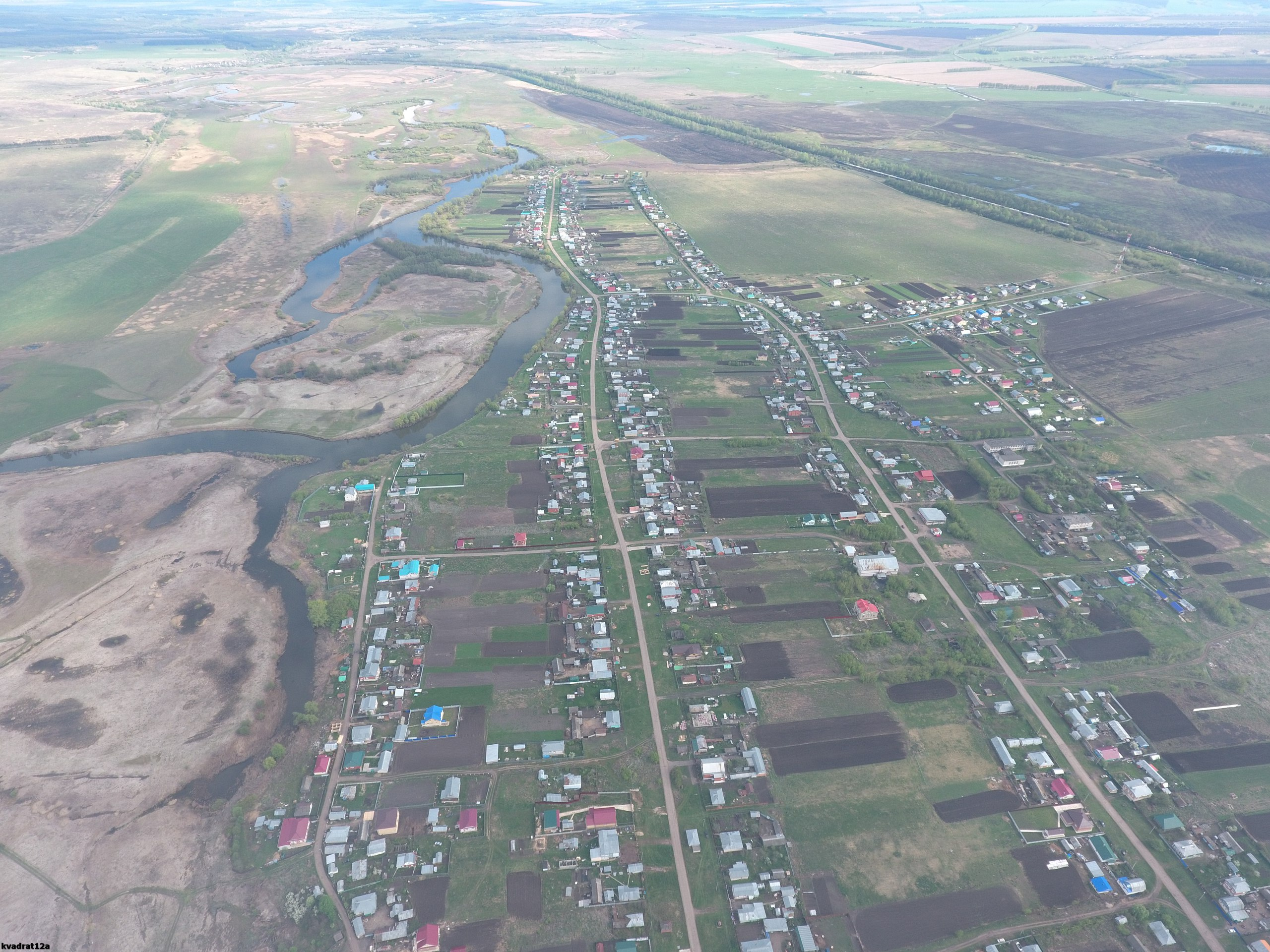
Село Камкино

Ка́мкино (тат. Камка) — село в Сергачском районе Нижегородской области России. Административный центр Камкинского сельсовета.

## География
Село находится на правом берегу реки Пьяна.

### Часовой пояс
Село Камкино, как и вся Нижегородская область, находится в часовой зоне МСК (московское время). Смещение применяемого времени относительно UTC составляет +3:00.

## История
Первое зафиксированное упоминание деревни датируется 1578 годом в арзамасских поместных актах.

## Население
| 2002 | 2010 |
| ---- | ---- |
| 747  | ↘617 |

## Инфраструктура
В селе функционируют железнодорожная станция, отделение Почты России

## Известные уроженцы
- Аблязов, Рауф Ахметович (1935—2019) — советский и украинский учёный. Доктор технических наук. Заслуженный деятель науки и техники Украины.
- Орлов, Алимжан Мустафинович (1929—2025) — советский и российский историк, краевед.
- Юсипов, Шамиль Сафинович (1932—2000) — советский хозяйственный деятель, Герой Социалистического Труда.